# Kabarett der Komiker
Kabarett der Komiker (Kadeko) var en 1924 grundad teaterensemble i Berlin. Den upphörde 1944. Ensemblen grundades av Paul Morgan, Kurt Robitschek och Max Hansen. Föreställningarna gavs i ensemblens hus vid Lehniner Platz och Kurfüstendamm i stadsdelen Wilmersdorf. Bland mera namnkunniga aktörer fanns:
- Wilhelm Bendow
- Werner Finck
- Karl Valentin
- Peter Frankenfeld
- Max Ehrlich
- Curth Flatow
- Lale Andersen
- Heinz Erhardt